# Васильев, Виталий Александрович
Виталий Александрович Васильев — советский хозяйственный и политический деятель.

## Биография
Родился в 1946 году в Горьковской области. Член КПСС с 1971 года.
Окончил среднюю школу.
В 1962—1965 гг. — токарь.
В 1965—1968 гг. — военнослужащий Советской армии.
В 1968—1981 гг. — токарь, в 1981—2006 гг. — бригадир токарей Горьковского авиационного завода имени Серго Орджоникидзе Министерства авиационной промышленности СССР.
Избирался депутатом Верховного Совета СССР 11-го созыва. Делегат XXVII съезда КПСС.
Жил в Нижнем Новгороде.

## Награды
- Орден Трудовой Славы II степени
- Орден Трудовой Славы III степени